# Liga Leumit 1972-1973
La Liga Leumit 1972-1973 è stata la 32ª edizione della massima serie del campionato israeliano di calcio.
Presero parte al torneo 16 squadre, che si affrontarono in un girone all'italiana con partite di andata e ritorno. Per ogni vittoria si assegnavano due punti e per il pareggio un punto.
Le ultime due classificate sarebbero state retrocesse in Liga Alef, dalla quale sarebbero state promosse le prime due classificate.
Il torneo fu vinto, per la seconda volta nella sua storia, dall'Hakoah Ramat Gan.
Capocannoniere del torneo fu Moshe Romano, del Beitar Tel Aviv, con 18 goal.

## Squadre partecipanti
| Club                | Città       |
| ------------------- | ----------- |
| Beitar Gerusalemme  | Gerusalemme |
| Beitar Tel Aviv     | Tel Aviv    |
| Hakoah Ramat Gan    | Ramat Gan   |
| Hapoel Be'er Sheva  | Be'er Sheva |
| Hapoel Gerusalemme  | Gerusalemme |
| Hapoel Haifa        | Haifa       |
| Hapoel Kfar Saba    | Kfar Saba   |
| Hapoel Marmorek     | Rehovot     |
| Hapoel Petah Tiqwa  | Petah Tiqwa |
| Hapoel Tel Aviv     | Tel Aviv    |
| Maccabi Giaffa      | Giaffa      |
| Maccabi Haifa       | Haifa       |
| Maccabi Netanya     | Netanya     |
| Maccabi Petah Tiqwa | Petah Tiqwa |
| Maccabi Tel Aviv    | Tel Aviv    |
| Shimshon Tel Aviv   | Tel Aviv    |

## Classifica finale
|                     | Pos. | Squadra             | Pt | G  | V  | N  | P  | GF | GS | DR  |
| ------------------- | ---- | ------------------- | -- | -- | -- | -- | -- | -- | -- | --- |
| Campione di Israele | 1.   | Hakoah Ramat Gan    | 42 | 30 | 16 | 10 | 4  | 41 | 20 | +21 |
|                     | 2.   | Hapoel Tel Aviv     | 37 | 30 | 14 | 9  | 7  | 45 | 34 | +11 |
|                     | 3.   | Hapoel Gerusalemme  | 36 | 30 | 13 | 10 | 7  | 30 | 19 | +11 |
|                     | 4.   | Maccabi Tel Aviv    | 33 | 30 | 8  | 17 | 5  | 31 | 23 | +8  |
|                     | 5.   | Hapoel Be'er Sheva  | 32 | 30 | 11 | 10 | 9  | 41 | 35 | +6  |
|                     | 6.   | Hapoel Kfar Saba    | 31 | 30 | 7  | 17 | 6  | 31 | 27 | +4  |
|                     | 7.   | Hapoel Haifa        | 30 | 30 | 9  | 12 | 9  | 31 | 28 | +3  |
|                     | 8.   | Beitar Tel Aviv     | 30 | 30 | 8  | 14 | 8  | 24 | 25 | -1  |
|                     | 9.   | Maccabi Petah Tiqwa | 30 | 30 | 9  | 12 | 9  | 39 | 41 | -2  |
|                     | 10.  | Maccabi Giaffa      | 29 | 30 | 10 | 9  | 11 | 35 | 33 | +2  |
|                     | 11.  | Maccabi Haifa       | 29 | 30 | 8  | 13 | 9  | 29 | 36 | -7  |
|                     | 12.  | Hapoel Petah Tiqwa  | 28 | 30 | 8  | 12 | 10 | 26 | 26 | 0   |
|                     | 13.  | Maccabi Netanya     | 26 | 30 | 8  | 10 | 12 | 28 | 39 | -11 |
|                     | 14.  | Beitar Gerusalemme  | 25 | 30 | 8  | 9  | 13 | 21 | 34 | -13 |
|                     | 15.  | Shimshon Tel Aviv   | 24 | 30 | 7  | 10 | 13 | 36 | 46 | -10 |
|                     | 16.  | Hapoel Marmorek     | 18 | 30 | 5  | 8  | 17 | 25 | 47 | -22 |

## Verdetti
- Hakoah Ramat Gan campione di Israele 1972-1973
- Shimshon Tel Aviv e Hapoel Marmorek retrocessi in Liga Alef 1973-1974
- Bnei Yehuda e Hapoel Hadera   promossi in Liga Leumit 1973-1974